# Sergio Endrigo
Sergio Endrigo (Pula, 15 juin 1933 – Rome, 7 septembre 2005) est un auteur-compositeur-interprète italien. Il a remporté le Festival de Sanremo en 1968 et participé au concours Eurovision de la chanson de la même année.

## Biographie
Sergio Endrigo est né à Pula en Istrie, alors en Italie.
Son style et ses compositions sont souvent estimés similaires comparé à ceux des auteurs de l'« école de Gênes » comme Gino Paoli, Fabrizio De André, Luigi Tenco, Giorgio Gaber et Bruno Lauzi.
Sergio Endrigo remporte le Festival de Sanremo en 1968 avec la chanson Canzone per te, chanté avec Roberto Carlos. 
La même année il représente l'Italie au Concours Eurovision de la chanson 1968 avec la chanson Marianne.
Sergio Endrigo est mort à Rome le 7 septembre 2005 des suites d'un cancer du poumon et est enterré à Terni dans le caveau familial.

## En France
Le Centre culturel italo-français Claude-Louis-Piachaud propose, à travers le live-film "Pace e salute : libertà" un texte inédit mettant en scène des réunions imaginaires de Sergio Endrigo avec Fabrizio De André, Luigi Tenco, Giorgio Gaber et Bruno Lauzi. L'objectif du récit est de donner le goût de la poésie en langue française, sur la base de la mise en chanson de "La terre tourne" de Laurence Vielle par Vincent Tondo

## Participation au Festival de Sanremo
- 1966 avec Chad and Jeremy - Adesso sì (Endrigo)
- 1967 avec Memo Remigi - Dove credi di andare (Endrigo)
- 1968 avec Roberto Carlos - Canzone per te (Bardotti-Endrigo)
- 1969 avec Mary Hopkin - Lontano dagli occhi (Bardotti-Endrigo)
- 1970 avec Iva Zanicchi - L'arca di Noè (Endrigo)
- 1971 avec New Trolls - Una storia (Endrigo)
- 1976 : Quando c'era il mare (Endrigo)
- 1986 : Canzone italiana (Mattone-Endrigo)

## Discographie partielle
- Io che amo solo te (Endrigo)
- Viva Maddalena (Endrigo)
- Girotondo intorno al mondo (Endrigo-Paul Fort)
- Basta così (Endrigo)
- Ci vuole un fiore (Rodari-Eniquez-Endrigo)
- Arca di Noè (Endrigo-Bacalov)
- Teresa (Endrigo)
- Canzone per te (Bardotti-Endrigo-Bacalov)
- Te lo leggo negli occhi  (Bardotti-Endrigo)
- La brava gente (Calibi-Toang)
- La periferia (Endrigo)
- Adesso sì (Endrigo)
- I tuoi vent' anni (Calibi-Toang)
- La rosa bianca (Endrigo)
- Se le cose stanno stanno così (Fersen-Bacalov)
- Era d'estate (Bardotti-Endrigo)
- Ti amo (Calabrese-Reverberi)
- Vecchia balera (Endrigo)
- Via Broletto 34 (Endrigo)
- Annamaria (Endrigo)
- Aria di Neve (Endrigo)
- Dove la barca va (Arnautalic)